# Holocranaus
Tribu
Genre
Synonymes
- Tolimaius Roewer, 1914
- Medellinia Mello-Leitão, 1939

Holocranaus, unique représentant de la tribu des Holocranaini, est un genre d'opilions laniatores de la famille des Cranaidae.

## Distribution
Les espèces de ce genre se rencontrent en Équateur, en Colombie, au Venezuela et au Pérou.

## Liste des espèces
Selon World Catalogue of Opiliones (11/08/2021) :
- Holocranaus albimarginis Goodnight & Goodnight, 1943
- Holocranaus angulus Roewer, 1932
- Holocranaus bordoni (Avram & Soares, 1979)
- Holocranaus calcar (Roewer, 1912)
- Holocranaus conspicuus Roewer, 1932
- Holocranaus laevifrons Roewer, 1917
- Holocranaus longipes Roewer, 1913
- Holocranaus pectinitibialis (Roewer, 1915)
- Holocranaus rugosus Roewer, 1932
- Holocranaus simplex Roewer, 1913

## Publications originales
- Roewer, 1913 : « Die Familie der Gonyleptiden der Opiliones-Laniatores [Part 2]. » Archiv für Naturgeschichte, sér. A, vol. 79, no 5, p. 257–472 (texte intégral).
- Villarreal & Kury, 2021 : « Restructuring the taxonomic hierarchy within and around Cranaidae Roewer, 1913 (Opiliones: Gonyleptoidea). ».